# Neolentinus pallidus
Neolentinus pallidus är en svampart som först beskrevs av Berk. & M.A. Curtis, och fick sitt nu gällande namn av Redhead & Ginns 1985. Neolentinus pallidus ingår i släktet Neolentinus och familjen Polyporaceae.   Inga underarter finns listade i Catalogue of Life.